# 古山師重
古山 師重（ふるやま もろしげ、生没年不詳）とは、江戸時代の浮世絵師。

## 来歴
菱川師宣の門人。本姓は古山、俗称太郎兵衛。はじめ菱川の画姓を称し、後に本姓の古山を名乗る。元禄2年（1689年）頃、師宣の一家とは別に独立して長谷川町に住み、長谷川太郎兵衛とも称している。作画期は天和から元禄の頃にかけてで、絵本や好色本、枕絵組物、肉筆美人画などを手がけ、画風は師宣晩年のものに似るとされる。落款は「大和絵菱川師重筆」、「日本絵菱川師重筆」、「日本絵古山師重筆」などと記していることが多い。門人に古山師胤、古山師政、古山師継がいる。

## 作品

### 版本挿絵
- 『好色江戸紫』五巻　※石川流宣作、師重挿絵。貞享3年（1686年）刊行
- 『鹿の巻筆』五巻　咄本　※鹿野武左衛門作、貞享3年刊行
- 『好色染下地』　浮世草子　※立羽不角作、元禄4年刊行
- 『好色旅枕』　艶本　※石川流宣作、元禄8年刊行
- 『役者絵尽し』　役者絵本　※刊年未詳
- 『春雨草子』　咄本　※刊年未詳
- 『はるさめこと』一帖　艶本

### 肉筆画
- 「隅田川両国橋之景」　絹本着色　浮世絵太田記念美術館所蔵　※「日本繪菱川師重圖」の落款、印文不詳の朱文円印あり
- 「隅田川舟中遊宴図」　絹本着色　浮世絵太田記念美術館所蔵
- 「大奥花見図」　絹本着色　浮世絵太田記念美術館所蔵
- 「吉原遊興図屏風」　紙本着色、六曲一双　出光美術館所蔵　※画中画に「大和繪師重圖」の落款、印文不明の朱筆方印あり
- 「桜下酒宴図」　絹本着色　出光美術館所蔵　※「菱川」の白文重郭印と「師重」の朱文重郭方印あり（落款なし）
- 「遊里風俗図」　絹本着色　出光美術館所蔵　※無落款無印、伝師重
- 「吉原風俗図屏風」　紙本着色、六曲一双　奈良県立美術館所蔵
- 「手毬遊びの図」　絹本着色　熊本県立美術館所蔵　※「菱川」の白文方印と「師重」の朱文方印あり（落款なし）
- 「縁先の男女図」　絹本着色　ボストン美術館所蔵　※「古山」の朱文瓢形印と「師重」の白文方郭内円印あり（落款なし）
- 「花下遊宴図」　絹本着色　ボストン美術館所蔵　※「大和繪古山師重圖」の落款と「古山」の朱文瓢形印、「さてもそなたは　清見か関の　みれは見る程　めかとまる」の画賛あり
- 「牡丹模様衣裳の内掛を着た立美人」　絹本着色